# Bordüre
Eine Bordüre (von frz. bordure) oder Borte ist eine verzierte Kante oder ein Geweberand an Stoffen, Kleidungsstücken, Teppichen, Polstermöbeln oder in der Raumausstattung.

## Innenarchitektur
Im Bereich der Innenarchitektur bezeichnet eine Bordüre verschiedene Dinge:
- Borten (Tapetenbordüren) sind mit farbigen Motiven und Ornamenten bedruckte Tapetenrollen, zur optischen Wirkung.
- Nicht anders verhält es sich mit textilen Bordüren, die an Vorhänge oder an Tischdecken genäht werden.
- Die Fliesen- oder Mosaikbordüre ist ein an der Wand im Raum umlaufendes dekoratives Band aus einzelnen Fliesen oder Fliesenbruchstücken.
- Verzierung in Bleiglasfenstern.

## Weitere Vorkommen
- In der Heraldik wird die natürliche Begrenzung des Schildes – Schildrand – auch als Bordüre bezeichnet.
- Bordüren gibt es bei Briefmarken Altdeutschlands, vornehmlich Hannover. Die Druckbögen wurden mit Zierrändern, sogenannten Bordüren versehen. Marken mit Bordürenrand erfahren meist eine Wertsteigerung.
- In Büchern gehören Verzierungsbordüren zum sogenannten Zierrat, dazu gehören etwa auch Fleuron-Bänder als Texttrenner.

## Galerie

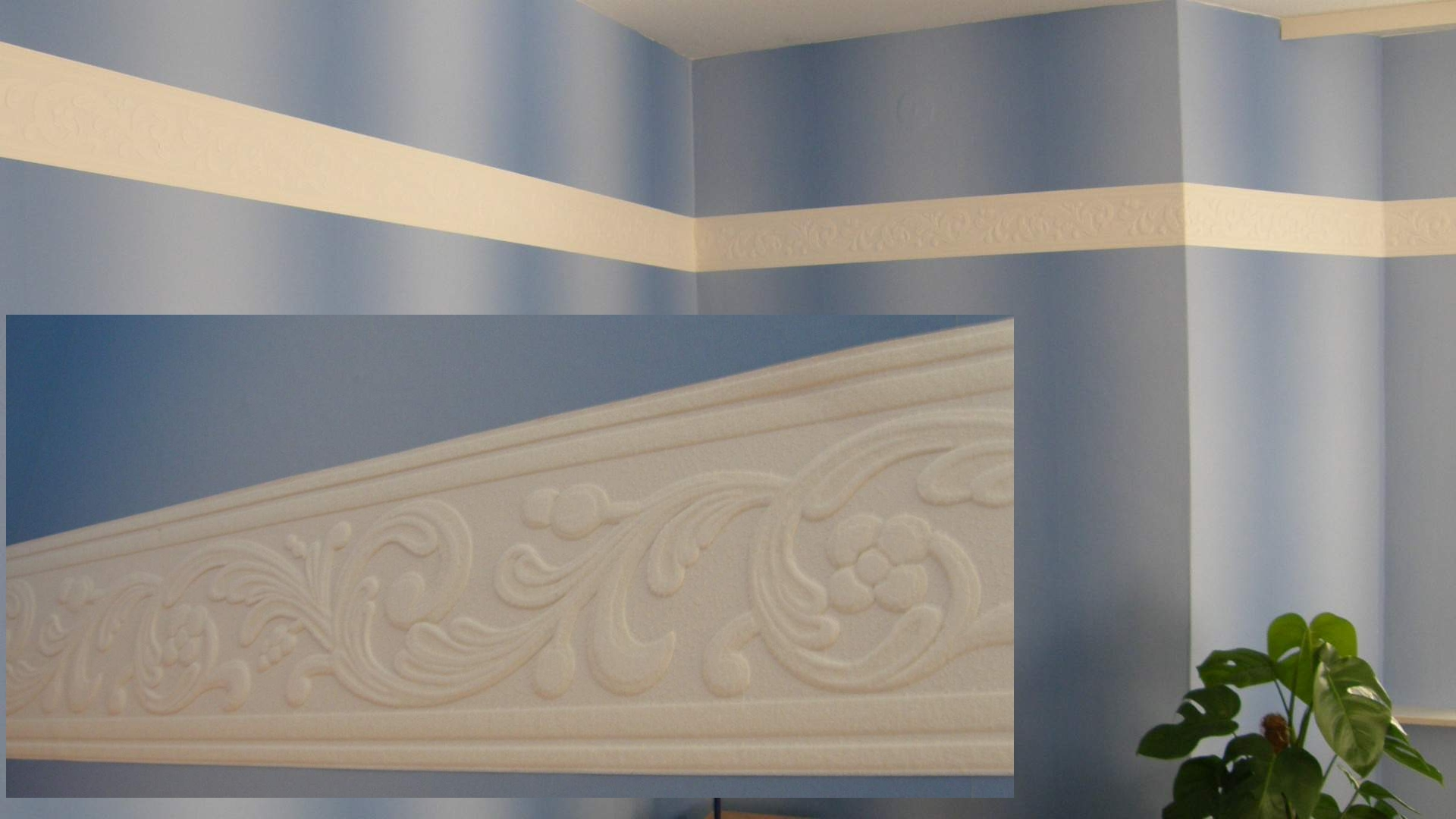
Tapeten-Bordüre
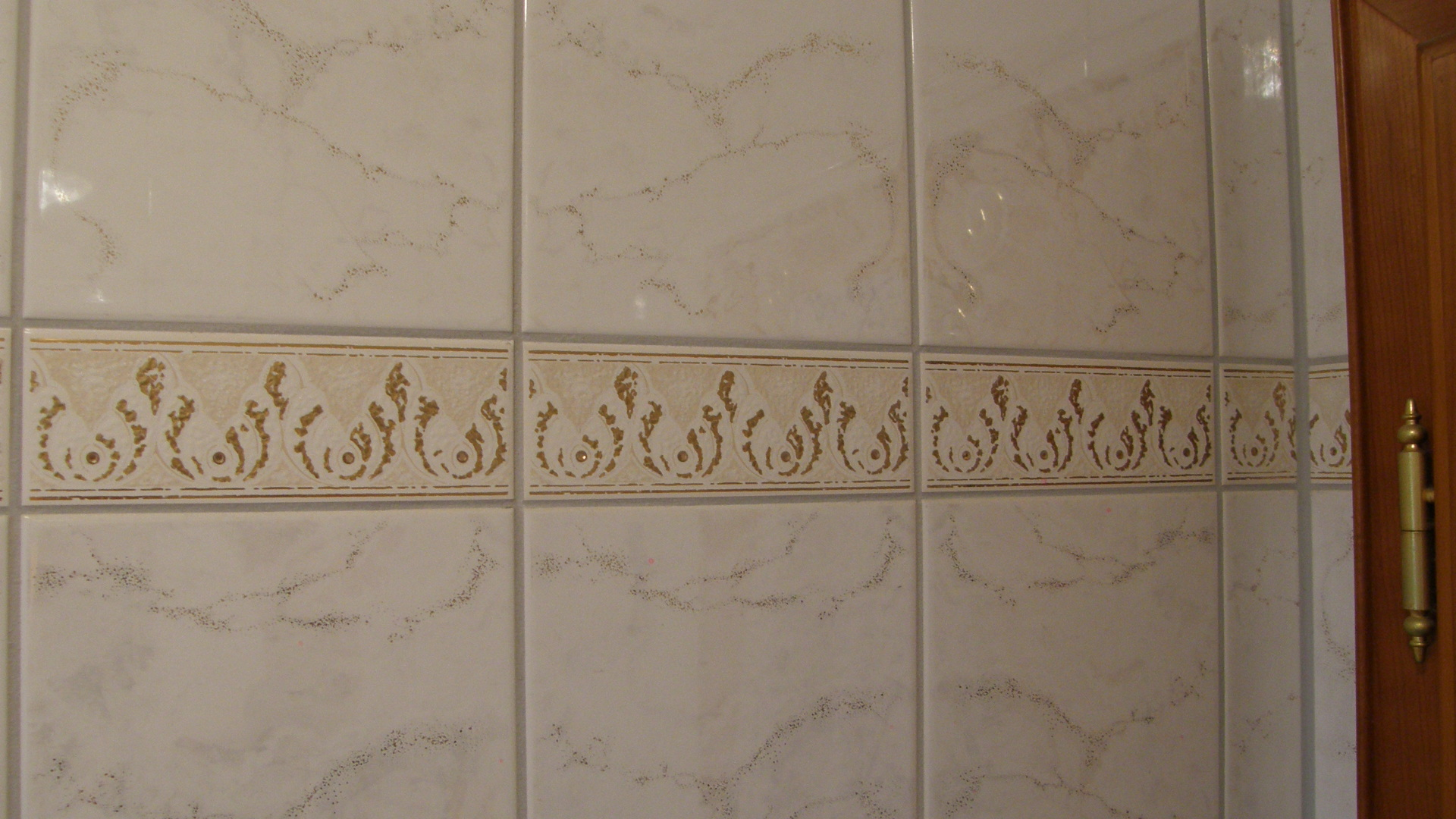
Fliesen-Bordüre
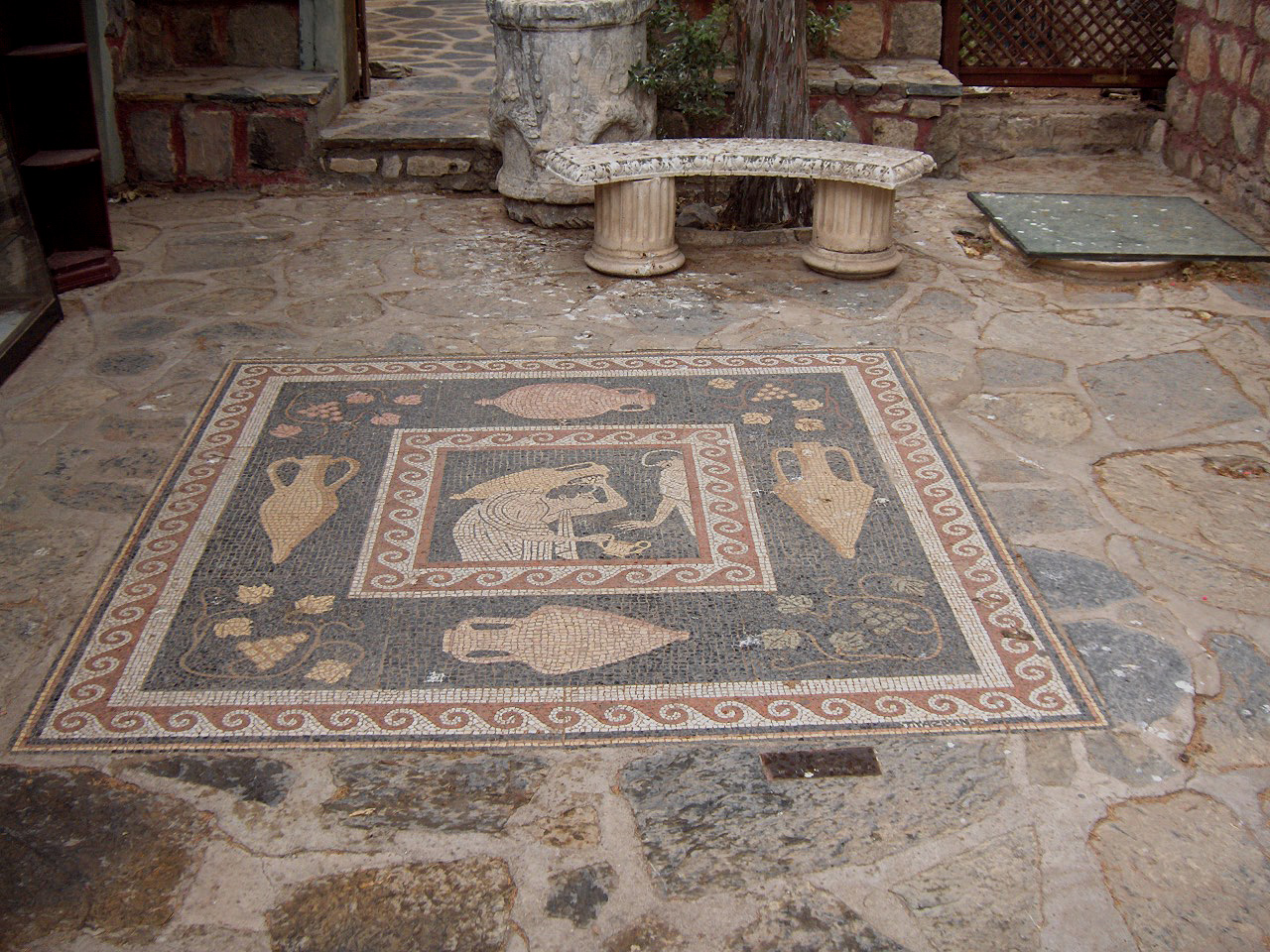
Mosaik-Bordüre
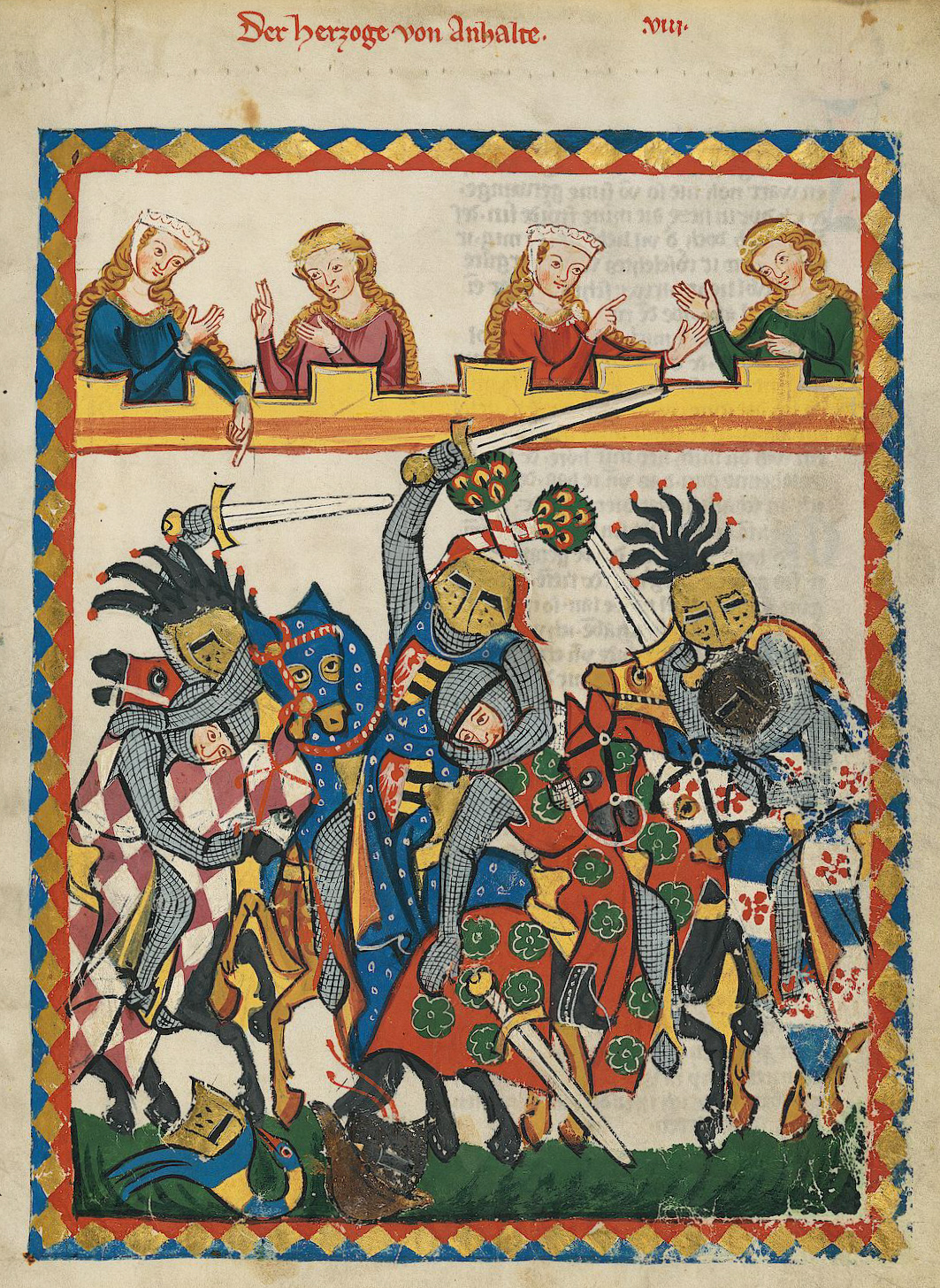
Bordüre auf einer Buch-Illustration
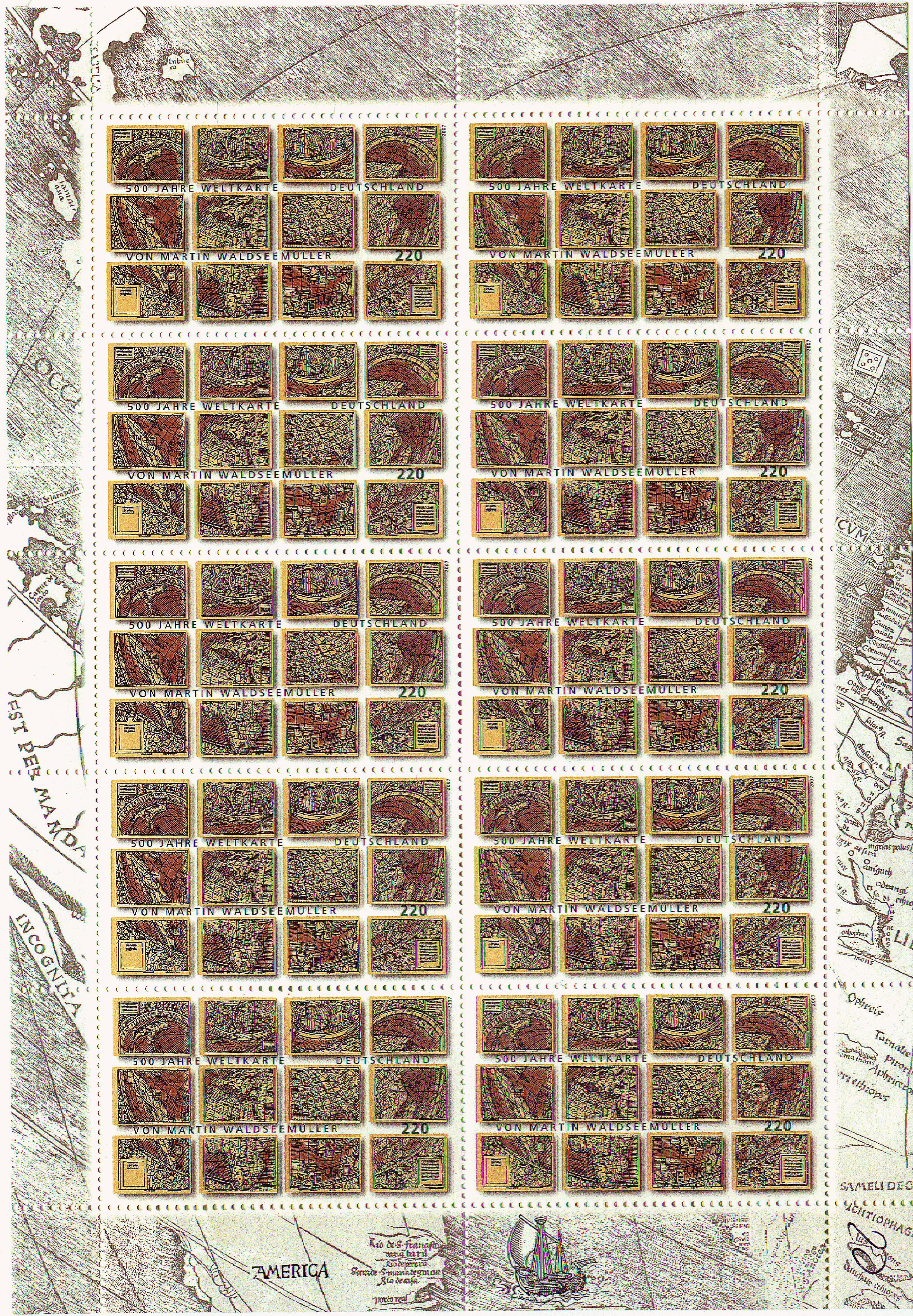
Briefmarkenbogen mit Rand-Bordüre
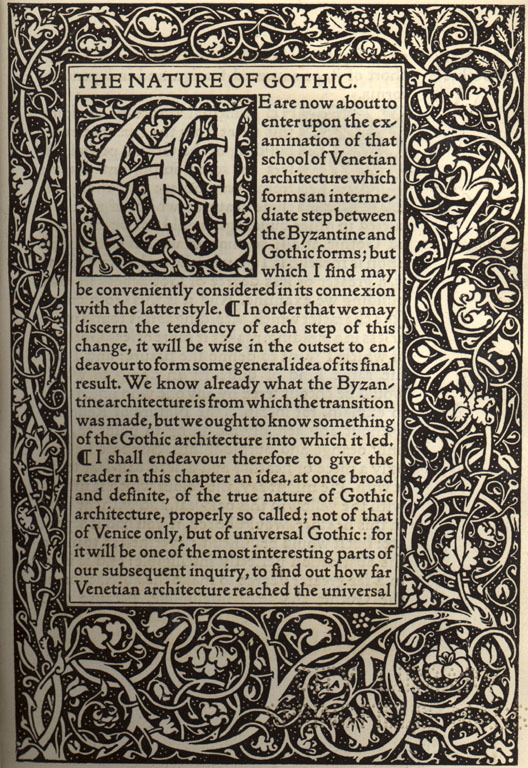
Buchdruck-Bordüre
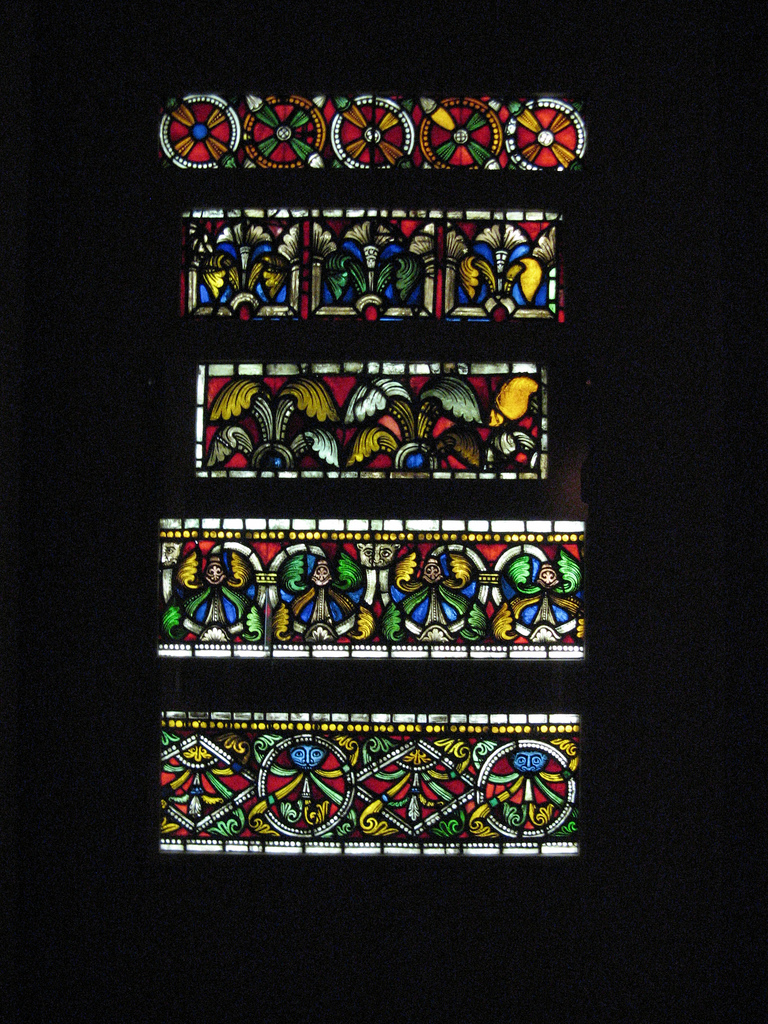
Bordüren in Bleiglasfenstern
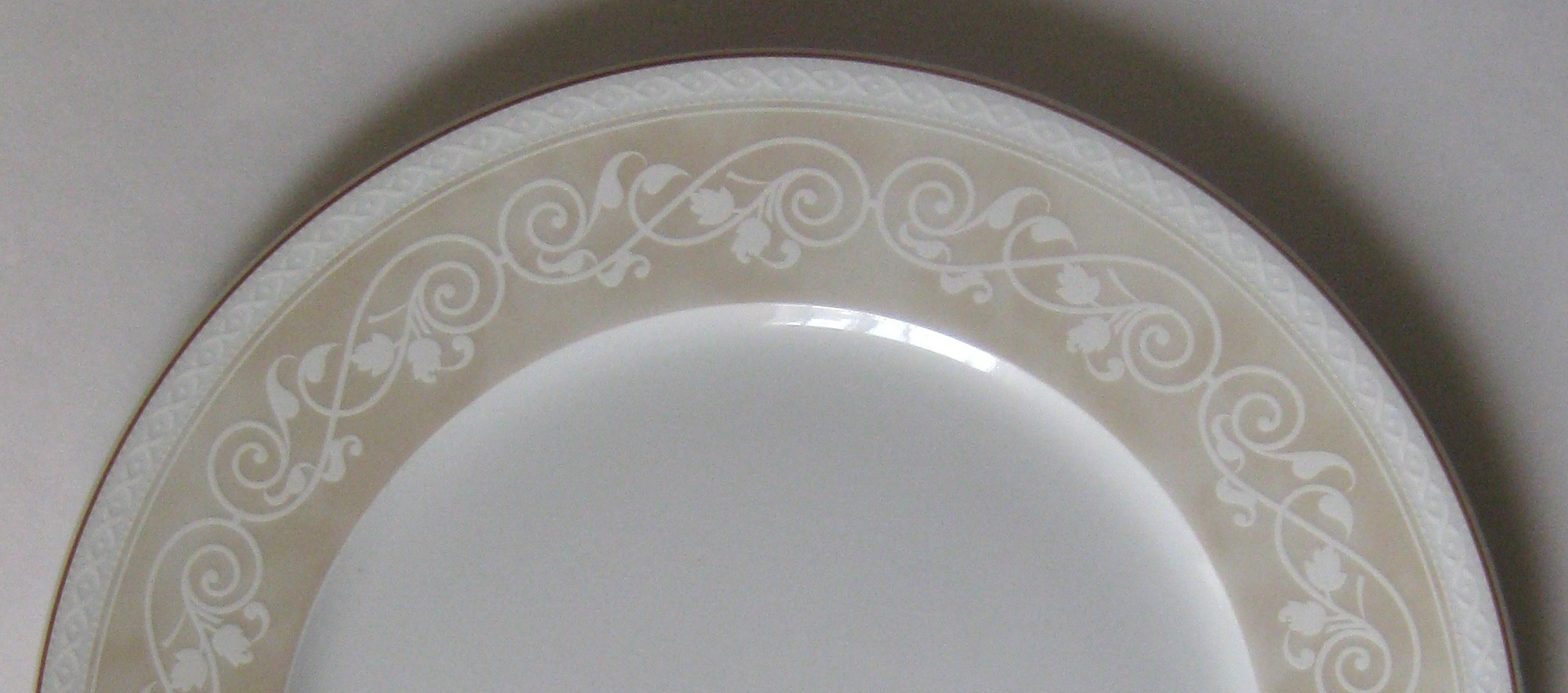
Teller mit Bordüre

## Verwechslungen

Schwarz-silberner Bord, nicht mit einer Bordüre zu verwechseln